# Alberto Gilardino
Alberto Gilardino (* 5. červenec 1982 Biella, Itálie) je italský bývalý fotbalový útočník, který hrál za jedenáct italských klubů a od roku 2019 fotbalový trenér. Díky 188 vstřelenými brankami je devátý nejlepší střelec v Serie A. Z italskou reprezentaci vyhrál MS 2006 v Německu. Stal se vítězem i LM 2006/07, evropského superpoháru 2007 a MSK 2007.

## Přestupy
- z Piacenza  do Verona za 3 900 000 Euro
- z Verona do Parma za 12 000 000 Euro
- z Parma do Milán za 25 000 000 Euro
- z Milán do Fiorentina za 14 000 000 Euro
- z Fiorentina do Janov za 8 000 000 Euro
- z Janov do Boloňa za 1 300 000 Euro (hostování)
- z Janov do Evergrande za 5 500 000 Euro
- z Evergrande do Palermo zadarmo
- z Palermo do Empoli zadarmo
- z Empoli do Pescara zadarmo

## Hráčská kariéra

### Klubová

#### Piacenza a Verona
Od roku 1997 byl hráčem v mládežnického klubu Piacenza. První zápasy mezi dospělými odehrál v roce 1999, když mu bylo 17 let. V první sezoně 1999/00 odehrál 17 utkání a vstřelil tři branky. Jenže s klubem sestoupil. Na následující sezonu se připravoval v Piacenze, jenže vyhlédla si jej Verona a ta jej koupila za 7,5 miliard lir. Za Veronu hrál dvě sezony a odehrál za ni celkem 43 utkání a vstřelil 6 branek. Večer 26. dubna 2001 byl účastníkem nebezpečné dopravní nehody. Nehoda mu způsobila zlomeninu hrudní kosti, což jej přinutila předčasně ukončit sezónu 2001/02.

#### Parma a Milán
V roce 2002 přestoupil do Parmy, kde byl první sezóně 2002/03 pouze náhradníkem, protože většinou hrál Adriano s Mutuem. Po odchodu těchto hráčů se stal hlavním střelcem v týmu a v obou dalších sezónách v Parmě nastřílel vždy přes 20 ligových branek. V sezonách 2003/04 a 2004/05 skončil s 23 brankami na 2. místě v tabulce střelců. Za Parmu odehrál tři sezony a celkem vstřelil 56 branek ze 116 utkání. Jako velmi talentovaného útočníka jej v roce 2005 koupil za 25 milionů Euro Milán.
V první sezoně vstřelil během 34 ligových utkání 17 branek + 2 v poháru a byl tak druhým nejlepším střelcem v klubu. V další sezóně si připsal celkem 16 branek a navíc získal první trofej v kariéře. Vyhrál Ligu mistrů 2006/07. V sezoně 20007/08 se mu již tak nevedlo, když vstřelil celkem 9 branek. I tak získal Superpohár UEFA 2007 a také se stal mistrem světa klubů (2007).

#### Fiorentina, Janov a Bologna
V létě roku 2008 jej koupila Fiorentina za 14 milionů Euro. Dne 18. října 2008 vstřelil proti Reggině 100 branku v nejvyšší lize. Nakonec do konce sezony vstřelí 19 branek a skončil na 4. místě mezi ligové střelce. V následujících dvou sezonách vstřelil v nejvyšší lize 15 a 12 branek. Za fialky hrál do ledna 2012 a odehrál za ně celkem 143 utkání a vstřelil 59 branek.
V lednu 2012 byl prodán do Janova za 8 milionů Euro. Jenže za Grifoni odehrál jen 14 utkání, ve kterých vstřelil 4 branky. Pomohl klubu se zachránit v soutěži, ale on byl na sezonu 2012/13 půjčen do Boloně i s opcí. V klubu se zapsal do historie 21. dubna 2013, když vstřelil 3000 branku v historii klubu. I když vstřelil 13 ligových branek, klub s ním nadále nepočítal a on se vrátil do Janova, kde v sezoně 2013/14 vstřelil 15 ligových branek. Na kontě jich měl již 174 v nejvyšší lize, čímž překonal Amadeie a posunul se na 13. místo v historické tabulce střelců.

#### Čína a návrat do Fiorentiny
V červenci 2014 klub oznámil, že jej prodal do čínského klubu Kuang-čou Evergrande. Vstřelil 5 branek a pomohl klubu vyhrát ligu.
V lednu 2015 bylo oznámeno že si jej na půl roku půjčila Fiorentina. Ve smlouvě byla i opce. Jenže vedení klubu moc nepřesvědčil a po odehrané sezoně u fialek skončil.

#### Palermo, Empoli, Pescara a Spezia
Do Číny se ale nevrátil. Bylo mu umožněno odejít zadarmo do Palerma. V lize vstřelil 10 branek, což znamenalo že jich dohromady za kariéru měl 188 a překonal tak Del Piera a Signoriho. Ale byly to již poslední vstřelené branky v nejvyšší lize. Protože jak v Empoli tak i v Pescaře již nevstřelil branku. Poslední angažmá sehnal až v říjnu 2017, když jej angažovala druholigová Spezia. Stihl vstřelil 6 branek a 20. září 2018 oznámil konec fotbalové kariéry. Celkem v nejvyšší lize odehrál 516 utkání a vstřelil 188 branek.

### Reprezentační

#### Juniorská
Začal již od mládeže: do 15, 16, 19 a 20 let. Na ME U21 2004 se stal s reprezentací vítězi turnaje. Se čtyřmi góly se stal společně se Švédem Johanem Elmanderem nejlepším střelcem šampionátu a sám též vůbec nejlepším hráčem tohoto turnaje. Ve finále proti reprezentaci Srbska a Černé Hory se prosadil v 86. minutě, kdy zvyšoval na 3:0. Byl i na OH 2004, kde získal bronz. Celkem za Itálii U21 odehrál 24 utkání a vstřelil 15 branek.

#### Seniorská
Za reprezentaci odehrál 57 utkání a vstřelil 19 branek. Premiéru si odbyl ve věku 22 let 4. září 2004 proti Norsku (2:1). První branku vstřelil 13. října 2004 proti Bělorusku (4:3). Trenér Marcello Lippi jej nominoval na MS 2010, kde odehrál pět zápasů a vstřelil jednu branku. Po vítězném finálovém utkání, slavil vítězství a stal se mistrem světa.
Nový trenér Roberto Donadoni jej tolik nenasazoval a odehrál jen 5 zápasů. Až opět trenér Marcello Lippi, který se vrátil v létě 2008 jej nasazoval častěji. Dne 14. října 2009 vstřelil tři branky Kypru (3:2). Byl nominaci na
MS 2010, kde odehrál dva zápasy. Tým skončil již ve skupině.
Cesare Prandelli nastoupil po MS 2010. Ten mu dal kapitánskou pásku na utkání proti Ukrajině (2:0), které se hrálo 29. března 2011. Poté jej nominoval trenér jen sporadicky. Nakonec se dostal na Konfederační pohár FIFA 2013, kde získal bronz. Jeho posledním zápasem bylo proti Dánsku (2:2), které se hrálo 11. října 2011.

## Trenérská kariéra
Poté, co ve věku 36 let ukončil kariéru fotbalisty, získal trenérskou licenci UEFA A a UEFA B. První angažmá měl v sezoně 2018/19 ve čtvrté lize v klubu Rezzato, jako asistent trenéra. V únoru 2019 se stává trenérem týmu po odvolání stávajícího trenéra. Skončil na 4. místě, ale v play off byl vyřazen již v semifinále. V červenci 2019 podepsal smlouvu s třetiligovým Pro Vercelli. S klubem skončil na 14. místě a byl propuštěn.
Další angažmá si našel na začátku sezony 2020/21. Byl jmenován trenérem Sieny. V lednu 2021 po vzájemné dohodě s klubem přerušil své působení na lavičce Sieny. Přesně o měsíc později se vrátil a ukončil sezonu na 5. místě. V play-off byl vyřazen v semifinále. Se Sienou se rozloučil v říjnu 2021. V červenci 2022 se stal trenérem juniorského týmu Janova. V říjnu získal nejvyšší licenci UEFA a 6. prosince se stal trenérem A týmu Janova. Hned v první sezoně mohl slavit 2. místo a postup do Serie A a prodloužil smlouvu do roku 2025. V nejvyšší lize klub zachránil před sestupem a dokonce obsadil 11. místo a poté s ním klub prodloužil smlouvu o rok.

## Statistika

### Klubová
| Sezóna               | Klub                 | Liga                 | Liga   | Liga | Ligové poháry | Ligové poháry | Ligové poháry | Kontinentální poháry | Kontinentální poháry | Kontinentální poháry | Celkem | Celkem |
| Sezóna               | Klub                 | Soutěž               | Zápasy | Góly | Soutěž        | Zápasy        | Góly          | Soutěž               | Zápasy               | Góly                 | Zápasy | Góly   |
| -------------------- | -------------------- | -------------------- | ------ | ---- | ------------- | ------------- | ------------- | -------------------- | -------------------- | -------------------- | ------ | ------ |
| 1999/00              | Piacenza             | Serie A              | 17     | 3    | IP            | 0             | 0             | -                    | 0                    | 0                    | 17     | 3      |
| 2000                 | Piacenza             | Serie B              | 0      | 0    | IP            | 3             | 2             | -                    | 0                    | 0                    | 3      | 2      |
| 2000/01              | Verona               | Serie A              | 22+2   | 3    | IP            | 0             | 0             | -                    | 0                    | 0                    | 24     | 3      |
| 2001/02              | Verona               | Serie A              | 17     | 2    | IP            | 2             | 1             | -                    | 0                    | 0                    | 19     | 3      |
| Celkem za Veronu     | Celkem za Veronu     | Celkem za Veronu     | 39+2   | 5    | -             | 2             | 1             | -                    | 0                    | 0                    | 43     | 6      |
| 2002/03              | Parma                | Serie A              | 24     | 4    | IP            | 2             | 1             | PU                   | 2                    | 0                    | 28     | 5      |
| 2003/04              | Parma                | Serie A              | 34     | 23   | IP            | 2             | 0             | PU                   | 4                    | 3                    | 40     | 26     |
| 2004/05              | Parma                | Serie A              | 38+1   | 23+1 | IP            | 1             | 0             | PU                   | 8                    | 1                    | 48     | 25     |
| Celkem za Parmu      | Celkem za Parmu      | Celkem za Parmu      | 96+1   | 50+1 | -             | 5             | 1             | -                    | 14                   | 4                    | 116    | 56     |
| 2005/06              | Milán                | Serie A              | 34     | 17   | IP            | 3             | 2             | LM                   | 10                   | 0                    | 47     | 19     |
| 2006/07              | Milán                | Serie A              | 30     | 12   | IP            | 4             | 2             | LM                   | 11                   | 2                    | 45     | 16     |
| 2007/08              | Milán                | Serie A              | 30     | 7    | IP            | 1             | 0             | LM+ES+MSk            | 7+1+1                | 2+0+0                | 40     | 9      |
| Celkem za Milán      | Celkem za Milán      | Celkem za Milán      | 94     | 36   | -             | 8             | 4             | -                    | 30                   | 4                    | 132    | 44     |
| 2008/09              | Fiorentina           | Serie A              | 35     | 19   | IP            | 1             | 0             | LM+PU                | 8+2                  | 5+1                  | 46     | 25     |
| 2009/10              | Fiorentina           | Serie A              | 36     | 15   | IP            | 3             | 0             | LM                   | 9                    | 4                    | 48     | 19     |
| 2010/11              | Fiorentina           | Serie A              | 35     | 12   | IP            | 1             | 0             | -                    | 0                    | 0                    | 36     | 12     |
| 2011/12              | Fiorentina           | Serie A              | 12     | 2    | IP            | 1             | 1             | -                    | 0                    | 0                    | 13     | 3      |
| 2012                 | Janov                | Serie A              | 14     | 4    | -             | 0             | 0             | -                    | 0                    | 0                    | 14     | 4      |
| 2012                 | Janov                | Serie A              | 0      | 0    | IP            | 1             | 1             | -                    | 0                    | 0                    | 1      | 1      |
| 2012/13              | Boloňa               | Serie A              | 36     | 13   | IP            | 1             | 0             | -                    | 0                    | 0                    | 37     | 13     |
| 2013/14              | Janov                | Serie A              | 36     | 15   | IP            | 1             | 1             | -                    | 0                    | 0                    | 37     | 16     |
| Celkem za Janov      | Celkem za Janov      | Celkem za Janov      | 50     | 19   | -             | 2             | 2             | -                    | 0                    | 0                    | 52     | 21     |
| 2014                 | Evergrande           | Super League         | 14     | 5    | ČP            | 1             | 1             | ALM                  | 2                    | 0                    | 17     | 6      |
| 2015                 | Fiorentina           | Serie A              | 14     | 4    | IP            | 0             | 0             | EL                   | 0                    | 0                    | 14     | 4      |
| Celkem za Fiorentinu | Celkem za Fiorentinu | Celkem za Fiorentinu | 132    | 52   | -             | 6             | 1             | -                    | 19                   | 10                   | 157    | 63     |
| 2015/16              | Palermo              | Serie A              | 33     | 10   | IP            | 1             | 1             | -                    | 0                    | 0                    | 34     | 11     |
| 2016/17              | Empoli               | Serie A              | 14     | 0    | IP            | 2             | 1             | -                    | 0                    | 0                    | 2      | 1      |
| 2017                 | Pescara              | Serie A              | 3      | 0    | -             | 0             | 0             | -                    | 0                    | 0                    | 3      | 0      |
| 2017/18              | Spezia               | Serie B              | 16     | 6    | IP            | 0             | 0             | -                    | 0                    | 0                    | 16     | 6      |
| Celkově              | Celkově              | Celkově              | 547+3  | 200  | -             | 31            | 13            | -                    | 65                   | 18                   | 646    | 232    |

### Reprezentační

#### Statistika na velkých turnajích
| Reprezentace | Rok     | Zápasy             | Zápasy | Zápasy      | Zápasy           | Zápasy           | Zápasy         |
| Reprezentace | Rok     | Fáze turnaje       | Datum  | Soupeř      | Odehraných minut | Vstřelené branky | Výsledek       |
| ------------ | ------- | ------------------ | ------ | ----------- | ---------------- | ---------------- | -------------- |
| Itálie       | OH 2004 | 1 zápas ve skupině | 12. 8. | Ghana       | 90               | 1                | 2:2            |
| Itálie       | OH 2004 | 2 zápas ve skupině | 15. 8. | Japonsko    | 90               | 2                | 3:2            |
| Itálie       | OH 2004 | 3 zápas ve skupině | 18. 8. | Paraguay    | 90               | 0                | 0:1            |
| Itálie       | OH 2004 | Čtvrtfinále        | 21. 8. | Mali        | 120              | 0                | 1:0 v (prodl.) |
| Itálie       | OH 2004 | Semifinále         | 24. 8. | Argentina   | 90               | 0                | 0:3            |
| Itálie       | OH 2004 | Zápas o 3. místo   | 27. 8. | Irák        | 90               | 1                | 1:0            |
| Itálie       | MS 2006 | 1 zápas ve skupině | 12. 6. | Ghana       | 64               | 0                | 2:0            |
| Itálie       | MS 2006 | 2 zápas ve skupině | 17. 6. | USA         | 90               | 1                | 1:1            |
| Itálie       | MS 2006 | 3 zápas ve skupině | 22. 6. | Česko       | 61               | 0                | 2:0            |
| Itálie       | MS 2006 | Osmifinále         | 26. 6. | Austrálie   | 45               | 0                | 1:0            |
| Itálie       | MS 2006 | Semifinále         | 4. 7.  | Německo     | 46               | 0                | 2:0 v (prodl.) |
| Itálie       | MS 2010 | 1 zápas ve skupině | 14. 6. | Paraguay    | 72               | 0                | 1:1            |
| Itálie       | MS 2010 | 2 zápas ve skupině | 20. 6. | Nový Zéland | 45               | 0                | 1:1            |

#### Reprezentační branky
| Gól | Datum        | Stadion                                                            | Soupeř          | Skóre | Výsledek | Soutěž                 |
| --- | ------------ | ------------------------------------------------------------------ | --------------- | ----- | -------- | ---------------------- |
| 010 | 13. 10. 2004 | Stadio Ennio Tardini, Parma, Itálie                                | Bělorusko       | 4:2   | 4:3      | Kvalifikace na MS 2006 |
| 02  | 9. 2. 2004   | Stadio Sant'Elia, Cagliari, Itálie                                 | Rusko           | 1:0   | 2:0      | Přátelské utkání       |
| 03  | 17. 8. 2005  | Lansdowne Road, Dublin, Irsko                                      | Irsko           | 0:2   | 1:2      | Přátelské utkání       |
| 04  | 12. 10. 2005 | Stadio Via del Mare, Lecce, Itálie                                 | Moldavsko       | 2:1   | 2:1      | Kvalifikace na MS 2006 |
| 05  | 12. 11. 2006 | Amsterdam ArenA, Amsterdam, Nizozemsko                             | Nizozemsko      | 1:1   | 1:3      | Přátelské utkání       |
| 06  | 1. 3. 2006   | Stadio Artemio Franchi, Florencie, Itálie                          | Německo         | 1:0   | 4:1      | Přátelské utkání       |
| 07  | 31. 5. 2006  | Stade de Genève, Ženeva, Švýcarsko                                 | Švýcarsko       | 0:1   | 1:1      | Přátelské utkání       |
| 08  | 17. 6. 2006  | Fritz-Walter-Stadion, Kaiserslautern, Německo                      | USA             | 1:0   | 1:1      | MS 2006 – skupina      |
| 09  | 6. 9. 2006   | Stade de France, Paříž, Francie                                    | Francie         | 2:1   | 3:1      | Kvalifikace na ME 2008 |
| 010 | 20. 8. 2008  | Stade Léo Lagrange, Nice, Francie                                  | Rakousko        | 1:2   | 2:2      | Přátelské utkání       |
| 011 | 10. 6. 2009  | Lucas Masterpieces Moripe Stadium, Pretorie, Jihoafrická republika | Nový Zéland     | 1:1   | 4:3      | Přátelské utkání       |
| 012 | 10. 6. 2009  | Lucas Masterpieces Moripe Stadium, Pretorie, Jihoafrická republika | Nový Zéland     | 2:2   | 4:3      | Přátelské utkání       |
| 013 | 10. 10. 2009 | Croke Park, Dublin, Irsko                                          | Irsko           | 2:2   | 2:2      | Kvalifikace na MS 2010 |
| 014 | 14. 10. 2009 | Stadio Ennio Tardini, Parma, Itálie                                | Kypr            | 1:2   | 3:2      | Kvalifikace na MS 2010 |
| 015 | 14. 10. 2009 | Stadio Ennio Tardini, Parma, Itálie                                | Kypr            | 2:2   | 3:2      | Kvalifikace na MS 2010 |
| 016 | 14. 10. 2009 | Stadio Ennio Tardini, Parma, Itálie                                | Kypr            | 3:2   | 3:2      | Kvalifikace na MS 2010 |
| 017 | 7. 9. 2010   | Stadio Artemio Franchi, Florencie, Itálie                          | Faerské ostrovy | 1:0   | 5:0      | Kvalifikace na ME 2012 |
| 018 | 31. 5. 2013  | Renato Dall'Ara, Boloňa, Itálie                                    | San Marino      | 2:0   | 4:0      | Přátelské utkání       |
| 019 | 6. 9. 2013   | Stadio Renzo Barbera, Palermo, Itálie                              | Bulharsko       | 1:0   | 1:0      | Kvalifikace na MS 2014 |

### Trenérská
| Sezóna          | Klub            | Liga            | Liga   | Liga  | Liga   | Liga   | Liga                               | Národní poháry | Národní poháry | Národní poháry | Národní poháry | Národní poháry | Národní poháry | Kontinentální poháry | Kontinentální poháry | Kontinentální poháry | Kontinentální poháry | Kontinentální poháry | Kontinentální poháry | Celkem | Celkem | Celkem | Celkem |
| Sezóna          | Klub            | Soutěž          | Zápasy | Výhry | Remízy | Prohry | Umístění                           | Soutěž         | Zápasy         | Výhry          | Remízy         | Prohry         | Úspěch         | Soutěž               | Zápasy               | Výhry                | Remízy               | Prohry               | Úspěch               | Zápasy | Výhry  | Remízy | Prohry |
| --------------- | --------------- | --------------- | ------ | ----- | ------ | ------ | ---------------------------------- | -------------- | -------------- | -------------- | -------------- | -------------- | -------------- | -------------------- | -------------------- | -------------------- | -------------------- | -------------------- | -------------------- | ------ | ------ | ------ | ------ |
| 2019            | Rezzato         | Serie D         | 9+1    | 6     | 0      | 3+1    | Nastoupil v bře. 4. místo          | -              | 0              | 0              | 0              | 0              | -              | -                    | 0                    | 0                    | 0                    | 0                    | -                    | 10     | 6      | 0      | 4      |
| 2019/20         | Pro Vercelli    | Serie C         | 26     | 7     | 10     | 9      | 14. místo                          | IP             | 2              | 1              | 0              | 1              | -              | -                    | 0                    | 0                    | 0                    | 0                    | -                    | 28     | 8      | 10     | 10     |
| 2020/21         | Siena           | Serie D         | 26+1   | 13    | 6      | 7+1    | 5. místo (postup)                  | -              | 0              | 0              | 0              | 0              | -              | -                    | 0                    | 0                    | 0                    | 0                    | -                    | 27     | 13     | 6      | 8      |
| 2021/22         | Siena           | Serie C         | 11     | 4     | 5      | 2      | Propuštěn v říj.                   | -              | 0              | 0              | 0              | 0              | -              | -                    | 0                    | 0                    | 0                    | 0                    | -                    | 11     | 4      | 5      | 2      |
| Celkem za Sienu | Celkem za Sienu | Celkem za Sienu | 39     | 18    | 11     | 10     | -                                  | -              | 0              | 0              | 0              | 0              | -              | -                    | 0                    | 0                    | 0                    | 0                    | -                    | 39     | 18     | 11     | 10     |
| 2022/23         | Janov           | Serie B         | 23     | 15    | 6      | 2      | Nastoupil v pro. 2. místo (postup) | IP             | 1              | 0              | 0              | 1              | -              | -                    | 0                    | 0                    | 0                    | 0                    | -                    | 24     | 15     | 6      | 3      |
| 2023/24         | Janov           | Serie A         | 38     | 12    | 13     | 13     | 11. místo                          | IP             | 3              | 2              | 0              | 1              | -              | -                    | 0                    | 0                    | 0                    | 0                    | -                    | 41     | 14     | 13     | 14     |
| 2024/25         | Janov           | Serie A         | ?      | ?     | ?      | ?      | ?. místo                           | IP             | ?              | ?              | ?              | ?              | -              | -                    | 0                    | 0                    | 0                    | 0                    | -                    | ?      | ?      | ?      | ?      |
| Celkem za Janov | Celkem za Janov | Celkem za Janov | 61     | 27    | 19     | 15     | -                                  | -              | 4              | 2              | 0              | 2              | -              | -                    | 0                    | 0                    | 0                    | 0                    | -                    | 65     | 29     | 19     | 17     |
| Celkově         | Celkově         | Celkově         | 136    | 58    | 40     | 38     | -                                  | -              | 6              | 3              | 1              | 2              | -              | -                    | 0                    | 0                    | 0                    | 0                    | -                    | 142    | 61     | 41     | 40     |

## Úspěchy

### Hráčské

#### Klubové

##### Národní
- vítěz čínské ligy (x)

Evergrande: 2014

##### Kontinentální
- vítěz Ligy mistrů UEFA (1x)

Milán: 2006/07
- vítěz Superpoháru UEFA (1x)

Milán: 2007
- vítěz Mistrovství světa ve fotbale klubů (1x)

Milán: 2007

### Reprezentační
- 2x na MS (2006 – zlato, 2010)
- 1x na ME U21 (2004 – zlato)
- 1x na LOH (2004 – bronz)
- 2x na Konfederačním poháru FIFA (2009, 2013 – bronz)

### Individuální
- 1× nejlepší střelec ME U21 (2004 – 4 góly)[33][34]
- 1x nejlepší hráč italské ligy (2005)
- 1x fotbalista roku Itálie (2005)
- 1x nejlepší mladý hráč italské ligy (2004)

### Vyznamenání
Řád zásluh o Italskou republiku (27.9. 2004) z podnětu Prezidenta Itálie 

 Zlatý límec pro sportovní zásluhy (23.10. 2006) 

 Řád zásluh o Italskou republiku (12.12. 2006) z podnětu Prezidenta Itálie 